# Damiano Lenzi
Damiano Lenzi (Domodossola, 14 agosto 1987) è uno scialpinista italiano, compete nello sci alpinismo.
È un atleta della nazionale italiana di Sci alpinismo.

## Palmarès

### Coppe del Mondo
- vincitore classifica assoluta 2014
- vincitore classifica assoluta 2015
- vincitore specialità vertical 2014
- vincitore specialità team 2015 (con Matteo Eydallin)
- 3 class. Specialità vertical 2015
- 3 class. Specialità individuale 2014

### Mondiali sci alpinismo
- 9 medaglie:
  - 5 ori (staffetta a Soldeu 2010; team race, staffetta a Verbier 2015,individuale a Alpago 2017,team race a Alpago 2017).
  - 2 argenti (vertical race a Alpago 2017; staffetta a Alpago 2017)
  - 2 bronzi (team race a Soldeu 2010; vertical race a Pelvoux 2013)

### Campionato europeo di sci alpinismo
- 3 Medaglie
  - 1 oro (team race a Tambre 2009);
  - 2 bronzi  (staffetta a Pelvoux 2012; vertical race a Font Blanca 2014);

### Campionati Italiani di sci alpinismo
- 8 medaglie:
  - 3 oro
  - 5 argenti

### Gare di Coppa del Mondo di sci alpinismo
- 12 podi
  - 5 vittorie;
  - 4 secondi posti;
  - 3 terzi posti;

#### Coppa del Mondo - vittorie
| Data          | Luogo        | Paese   | Disciplina    |
| ------------- | ------------ | ------- | ------------- |
| 2011          | Zakopane     | Italia  | Individuale   |
| 2013          | Font Blanca  | Andorra | Vertical race |
| 2014          | Courchevel   | Francia | Vertical race |
| 25 marzo 2017 | Prato Nevoso | Italia  | Individuale   |
| 9 aprile 2017 | Val D'Aran   | Spagna  | Vertical race |

### Trofeo Mezzalama
- 2009: 2º posto (con Jean Pellisier e Daniele Pedrini)
- 2013: 1º posto (con Matteo Eydallin e Manfred Reichegger)
- 2015: 1º posto  (con Matteo Eydallin e Michele Boscacci)
- 2017: 1º posto (con Matteo Eydallin e Michele Boscacci)

### Grande Course
- 2013/2014 vincitore (con Matteo Eydallin)
- 2015 vincitore (con Matteo Eydallin)

### Pierra Menta
- 2010: 4º posto (con Lorenzo Holzknect)
- 2011: 5º posto (con Manfred Reichegger)
- 2013: 2º posto (con Matteo Eydallin)
- 2014: 1º posto (con Matteo Eydallin)
- 2015: 1 posto (con Matteo Eydallin)

### Adamello Skiraid
- 2013: 2º posto (con Matteo Eydallin)
- 2015: 1º posto (con Matteo Eydallin)

### Tour du Rutor
- 2014: 1 posto (con Matteo Eydallin)

### Open Altoy
- 2013: 2º posto (con Matteo Eydallin)